# ريتشارد بيركويتز
ريتشارد بيركويتز (من مواليد 6 أكتوبر 1955) هو كاتب وناشط أمريكي مثلي الجنس اشتهر بأنه من أوائل المدافعين عن الجنس الآمن استجابة لأزمة الإيدز بين الرجال المثليين في الثمانينيات. يدور الفيلم الوثائقي جنس إيجابي (Sex Positive) عام 2008 الحائز على جوائز ومن إخراج داريل واين حول حياته وأنشطته.

## الحياة و الوظيفة
وُلِد بيركويتز لوالدين يهوديين ونشأ في نيوجيرسي، حيث التحق بجامعة روتجرز في منتصف السبعينيات. أثناء وجوده في الكلية، ساعد في تنظيم ما يعتقد أنه أول احتجاج على حقوق المثليين في الولاية، حيث تظاهر ضد دمية معادية للمثليين علقتها أخوية دلتا كابا إبسيلون. بعد التخرج من الجامعة، انتقل بيركويتز إلى مدينة نيويورك في عام 1978 أو 1979، وكسب لقمة العيش كما يصف نفسه بغيًا ذكرًا في بي دي إس إم.
حتى قبل الاعتراف بالإيدز متلازمةً، أصبح بيركويتز يشعر بالقلق إزاء حماية موكليه، وكثير منهم كانوا متزوجين، من الأمراض التي تنتقل عن طريق الاتصال الجنسي. التقى بالطبيب جوزيف سونابيند وأصبح زبونًا، تعلم من سونابيند ممارسات الحد من المخاطر التي ستُعرف فيما بعد باسم الجنس الآمن. أشار عمله المبكر مع سونابيند والمغني والناشط مايكل كالين إلى السلوكيات بما في ذلك تعاطي المخدرات، وتعدد الشركاء الجنسيين، والممارسات الجنسية غير الآمنة في مجتمع المثليين للانتقال. عُدت هذه الادعاءات مثيرةً للجدل من قبل القادة الأوائل لأزمة صحة الرجال المثليين، مثل لاري كرامر، واعترض العديد من النشطاء على لغة رسالتهم وآثارها. يعتبر كتاب كيفية ممارسة الجنس في الوباء: نهج واحد (1983) من تأليف كالين وبيركويتز (بالتشاور مع سونابيند) على نطاق واسع أول دليل للجنس الإيجابي لممارسة الجنس الآمن. ثبتت إصابة بيركويتز بفيروس نقص المناعة البشرية في عام 1984 ولكنه كان قادرًا على تجنب تناول أي عقاقير مضادة للفيروسات حتى عام 1995.

## وثائقي جنس إيجابي
بيركويتز هو موضوع الفيلم الوثائقي جنس إيجابي (Sex Positive) لعام 2008 من إخراج داريل واين والفائز بجائزة لجنة التحكيم الكبرى أوتفيست لأفضل فيلم وثائقي لعام 2008. صدر الفيلم على قرص دي في دي في يونيو 2010.

## منشورات مختارة
- ريتشارد بيركويتز ومايكل كالين، مع جوزيف سونابيند (1983). «كيفية ممارسة الجنس في الوباء: نهج واحد». أخبار من منشورات الجبهة.
- بيركويتز، ريتشارد (2003). البقاء على قيد الحياة: اختراع الجنس الآمن. كتب أساسية.(ردمك 978-0-8133-4092-0).

## روابط خارجية
- ريتشارد بيركويتز في قاعدة بيانات الأفلام على الإنترنت
- الموقع الرسمي
- أوراق ريتشارد بيركويتز، مكتبة فاليس والمجموعات الخاصة في مجموعات جامعة نيويورك الخاصة